# TBSスター育成プロジェクト 私が女優になる日
『TBSスター育成プロジェクト 私が女優になる日＿』（ティービーエススターいくせいプロジェクト わたしがじょゆうになるひ）は、2021年4月18日から2024年3月31日まで放送されていた田辺エージェンシー、TBSテレビ、秋元康による日本の公開オーディション番組である。

## 概要
幅広い世代に人気の俳優・タレントが所属する「田辺エージェンシー」と、数多くの番組、ドラマ、映画から、アイドルや楽曲など様々なエンターテインメントを手掛けてきた秋元康がタッグを組んだスター発掘・育成プロジェクト。

### Season 1
10代の女性を対象とし、2021年3月から約半年間、全10回にわたってオリジナル脚本による演技課題がプロジェクトメンバーに出される。自分で撮影する課題演技の動画と、スタジオで審査員の前で行う演技バトルで競い、審査員の投票ポイントの累積でランキングが付けられ、優勝者はテレビドラマ『この初恋はフィクションです』で主演デビューが約束される。
最終的には飯沼愛（当時18歳）が主演を勝ち取り、ほか数名が同ドラマレギュラーキャストに選ばれた。なお、キャストに選ばれなかったメンバーはラジオドラマ『私が○○になる日_』に出演している。

### Season 2
求めるのは「演技力だけでなく表現力のある女優」で、Season 1と異なり、プロジェクトメンバーの選出ではなく、約半年かけてドラマの主演を務める1名を選出するオーディションを実施する。Season 1で実施した「演技バトル」とは異なる審査方法で多角的に審査していく。優勝者1名は、その人のために書き下ろされた脚本でTBSドラマ制作陣が手掛ける深夜ドラマでの主演デビューが約束される。
自薦に加え、他薦での応募も可能になった。グランプリ受賞者には賞金100万円（加えて、他薦応募者がグランプリを受賞した場合は推薦者にも30万円）が贈呈される。
3月下旬に最終審査（参加者決定）が行われ、4月から6月にかけてオーディション番組が開始する。
7月26 - 28日・8月1 - 4日の9:55 - 10:25に『私が女優になる日_season2 特別版』を関東ローカルで放送。最終ラウンドに進むファイナリスト4名が、お笑いグループらとコラボしコントに挑戦する企画を実施。なお特別版では同放送枠従来のレギュラー番組『Let's!美バディ』内の通販コーナー「納得!買い得!キニナルマーケット」を内包して放送した。

## 略歴

### 2020年
- 12月、プロジェクト発足

### 2021年
- 3月24日、約9000名の応募者の中から合格者12人（赤穂華、飯沼愛、岡田里穗、渋谷風花、高倉萌香、高橋七海、武山瑠香、出口真帆、肱岡加那美、三浦涼菜、伊藤美優、乾らいむ）が選出された[4]。
- 4月18日（17日深夜）からスタートした演技バトル番組『私が女優になる日＿』に、ドラマへの出演権をかけて出演する（伊藤と乾を除く10名）
- 10月から新設される深夜帯ドラマ枠「よるおびドラマ」（火曜(月曜深夜) - 金曜(木曜深夜)、0:40 - 0:55）第1弾として放送予定の『この初恋はフィクションです』の主演および主要キャストに演技バトルの1位および上位者が選出される[5]。主演に選ばれたのは飯沼[2]。他に演技バトル2位の武山と3位の赤穂、審査員が特別枠で選んだ三浦、渋谷の計5人が出演する[2]。
- グランプリ決定後は上位3名と特別枠の2名が芸人や俳優にドッキリを仕掛ける「ナリキリ！」というサブタイトルを冠したバラエティーをseason2開始まで放送。この時よりニューヨークと高山一実がMCに就いている。

### 2022年
- 1月8日、「TBSスター育成プロジェクト『私が女優になる日＿』season2」オーディションの応募受付が開始された。応募締め切りは1月31日。
- 3月27日、ファイナリスト16人が発表された[6]。総応募者は5500人。
- 4月13日、ファイナリスト15人が、『よるのブランチ』に出演して「ハートをつかめ!全力アピールバトル」の企画を行った。ただし、指名された人のみ30秒のアピールができる。
- 4月30日、『VS（バーサス）』が始まり、出演者同士の対決が行われた。
- 8月7日、season2のファイナルが生放送され、幸澤沙良がグランプリに決定[7]。
- 10月11日より放送の「差出人は、誰ですか？」にはグランプリの幸澤をはじめ、最終選考に残った大嵩、大平、馬越も出演。
- ファイナル後は「黒歴史って呼ばないで」というサブタイトルを冠したバラエティーが継続放送され、第2ステージ以上に残った7名(幸澤、大嵩、大平、馬越、大橋、田村、鈴木)が継続して出演。さらにはこの7名によるユニット「ブルーベリーソーダ」として楽曲「天使が通る」を発表。CDTVライブ!ライブ!にも出演した。
- 12月26日、「TBSスター育成プロジェクト『私が女優になる日＿』season3」オーディションの応募受付が開始された。応募締め切りは2023年1月31日。
- 2023年3月26日、「黒歴史って呼ばないで」一旦終了。

### 2023年
- 3月26日、ファイナルリスト9名が発表された[8]。
- 4月2日よりseason3が放送。
- 8月13日、大和奈央が3代目グランプリに輝いた[9]。
- 10月～11月、グランプリに輝いた大和奈央が主演、競い合ったファイナリストらが脇を固める深夜ドラマ 『Maybe 恋が聴こえる』 が放送。
- 10月以降は「ワタジョ演技塾」として各界の著名人など業界の人物を講師に招き座学、実践の講義を受けるというスタイルで放送を継続した。

## 出演者

### プロジェクトメンバー
オーディションによって選出され、TBSドラマ出演権を賭けて演技バトルを行うメンバーたち。以下の年齢は選出当時。

#### メンバー（Season 1）
| 名前       | よみ            | 年齢 | 出身   | 憧れの女優           | 結果                 |
| ---------- | --------------- | ---- | ------ | -------------------- | -------------------- |
| 赤穂華     | あこう はな     | 15歳 | 兵庫県 | 長澤まさみ           | 3位（レギュラー）    |
| 飯沼愛     | いいぬま あい   | 18歳 | 香川県 | 橋本環奈、上白石萌音 | 1位（主演）          |
| 岡田里穗   | おかだ りほ     | 18歳 | 東京都 | 蒔田彩珠             |                      |
| 渋谷風花   | しぶたに ふうか | 18歳 | 青森県 | 多部未華子           | 特別枠（レギュラー） |
| 高倉萌香   | たかくら もえか | 19歳 | 新潟県 | 広瀬すず、森七菜     |                      |
| 高橋七海   | たかはし ななみ | 16歳 | 宮城県 | 飯豊まりえ           |                      |
| 武山瑠香   | たけやま るか   | 14歳 | 東京都 | 米倉涼子             | 2位（レギュラー）    |
| 出口真帆   | でぐち まほ     | 13歳 | 福岡県 | 小松菜奈             |                      |
| 肱岡加那美 | ひじおか かなみ | 18歳 | 岐阜県 | 小松菜奈、石原さとみ |                      |
| 三浦涼菜   | みうら すずな   | 17歳 | 福岡県 | 森七菜、吉高由里子   | 特別枠（レギュラー） |
| 伊藤美優   |                 |      |        |                      | 不参加               |
| 乾らいむ   |                 |      |        |                      | 不参加               |

#### メンバー（Season 2）
| 名前       | よみ            | 年齢 | 出身     | 憧れの女優 | 結果                                             |
| ---------- | --------------- | ---- | -------- | ---------- | ------------------------------------------------ |
| 馬越友梨   | うまこし ゆり   | 14歳 | 大分県   |            | 第3位                                            |
| 大嵩愛花   | おおたけ あいか | 17歳 | 岡山県   |            | 第4位                                            |
| 大平くるみ | おおひら くるみ | 17歳 | 鹿児島県 |            | 第2位                                            |
| 幸澤沙良   | こうざわ さら   | 16歳 | 神奈川県 | 飯沼愛     | 第1位（主演）                                    |
| 大橋小春   | おおはし こはる | 15歳 | 愛知県   |            | 第2ラウンド敗退                                  |
| 田村藍     | たむら あい     | 16歳 | 東京都   |            | 第2ラウンド敗退                                  |
| 鈴木悠華   | すずき ゆうか   | 13歳 | 愛知県   |            | 第2ラウンド敗退                                  |
| 永島彩花   | ながしま あやか | 19歳 | 福岡県   |            | 第1ラウンド終了後辞退                            |
| 新井彩永   | あらい さえ     | 16歳 | 東京都   |            | 第1ラウンド敗退                                  |
| 有賀優     | あるが ゆう     | 15歳 | 神奈川県 |            | 第1ラウンド敗退                                  |
| 市野姫吏   | いちの きり     | 17歳 | 静岡県   |            | 第1ラウンド敗退                                  |
| 大河原花菜 | おおかわら はな | 17歳 | 山口県   |            | 第1ラウンド敗退                                  |
| 奥遥歌     | おく はるか     | 20歳 | 宮崎県   |            | 第1ラウンド敗退                                  |
| 釜屋舞姫   | かまや まき     | 15歳 | 神奈川県 |            | 第1ラウンド敗退                                  |
| 中島梨里香 | なかじま りりか | 14歳 | 山梨県   |            | 第1ラウンド敗退                                  |
| 初鹿野七海 | はつかの ななみ | 18歳 | 東京都   |            | 高橋の参加辞退に伴い繰り上げ合格 第1ラウンド敗退 |
| 髙橋桃子   | たかはし ももこ | 20歳 | 北海道   |            | プロジェクト参加辞退                             |
| 今井小梅   | いまい こうめ   | 19歳 | 千葉県   |            | セミファイナル脱落                               |
| 金谷実紀   | かなや みのり   | 17歳 | 東京都   |            | セミファイナル脱落                               |
| 倉持美空   | くらもち みく   | 20歳 | 神奈川県 |            | セミファイナル脱落                               |
| 小林綾     | こばやし あや   | 16歳 | 東京都   |            | セミファイナル脱落                               |
| 杉山瑠菜   | すぎやま るな   | 18歳 | 愛知県   |            | セミファイナル脱落                               |
| 鈴木菜生   | すずき なお     | 16歳 | 岐阜県   |            | セミファイナル脱落                               |
| 高山花埜   | たかやま かの   | 15歳 | 埼玉県   |            | セミファイナル脱落                               |
| 永島つき虹 | ながしま つきに | 18歳 | 島根県   |            | セミファイナル脱落                               |
| 野澤ここな | のざわ ここな   | 18歳 | 茨城県   |            | セミファイナル脱落                               |
| 原安寿     | はら あんじゅ   | 14歳 | 千葉県   |            | セミファイナル脱落                               |
| 平井沙良   | ひらい さら     | 17歳 | 神奈川県 |            | セミファイナル脱落                               |
| 山中日菜乃 | やまなか ひなの | 18歳 | 茨城県   |            | セミファイナル脱落                               |
| 湯浅美音   | ゆあさ みのん   | 17歳 | 神奈川県 |            | セミファイナル脱落                               |

#### メンバー（Season 3）
| 名前       | よみ            | 年齢                   | 出身   | 憧れの女優                         | 結果               |
| ---------- | --------------- | ---------------------- | ------ | ---------------------------------- | ------------------ |
| 安藤帆花   | あんどう ほのか | 2004年7月18日（21歳）  | 愛知県 | 杉咲花、福本莉子                   | セミファイナル敗退 |
| 岸本小雪   | きしもと こゆき | 2006年1月31日（19歳）  | 沖縄県 | 山田杏奈、松たか子                 | 最終ラウンド敗退   |
| 栗原一菜   | くりはら かずな | 2006年11月24日（18歳） | 愛知県 | 小松菜奈、広瀬すず                 | セミファイナル敗退 |
| 坂本彩     | さかもと あや   | 2007年11月28日（17歳） | 宮崎県 | 広瀬すず、清野菜名                 | 最終ラウンド敗退   |
| 樋口琴美   | ひぐち ことみ   | 2005年10月3日（19歳）  | 北海道 | 南沙良、橋本愛                     | セミファイナル敗退 |
| 間鍋春希   | まなべ はるき   | 2003年4月24日（22歳）  | 東京都 | 中谷美紀、芦田愛菜                 | セミファイナル敗退 |
| 宮治果緖   | みやじ かお     | 2004年1月6日（21歳）   | 愛知県 | 田中裕子、ヘレナ・ボナム＝カーター | セミファイナル敗退 |
| 大和奈央   | やまと なお     | 2006年12月5日（18歳）  | 徳島県 | 浜辺美波、吉川愛                   | グランプリ（主演） |
| 和多田萌衣 | わただ もえ     | 2004年11月25日（20歳） | 滋賀県 | 小松菜奈、北川景子                 | 最終ラウンド敗退   |

### 審査員
- 秋元康（総合プロデューサー）
- 福澤克雄（演出家）
- 新井順子（プロデューサー）
- 宮﨑真佐子（プロデューサー）[20]
- ほかゲスト審査員[1]

### その他出演者
- - Season1 - 藤森慎吾（オリエンタルラジオ） - スペシャルサポーター
  - Season2・season3 - ニューヨーク（嶋佐和也・屋敷裕政）[注 2]、高山一実[21] - スペシャルサポーター・MC[22]

## スタッフ

### スタッフ（Season 1）
- 協力：田辺エージェンシー
- 総合プロデューサー：秋元康
- プロジェクトメンバー：矢野大亮、田口健介、竹中優介、福田健太郎、川鍋昌彦、松本友香、三浦萌、松村紗仁子、松山純子
- ナレーション：伊藤俊介（オズワルド）
- 構成：竹村武司、カツオ、山中ヒロシ
- 美術プロデューサー：高松浩則
- 美術制作：羽田一成
- 装置：正代俊明
- 操作：松本幸加
- ヘアメイク：D-GO、久木田梨花
- スタイリスト：米丸友子
- 編集：麒麟スタジオ
- 音効：星裕介
- イラスト：ショルダー肩美
- TK：近藤奈々
- 技術協力：スウィッシュ・ジャパン
- AD：原田裕平、伊藤早紀、木元昇平、相馬幸太
- ディレクター：平塚怜（厨子王）、大本佳佑（キャストカンパニー）
- 演出：山田直子
- 担当プロデューサー：山野辺聖勝（厨子王 / Zplus / Swan）、近藤岳志（Zplus）、吉田弓恵
- プロデューサー：伊藤良美
- 総合演出：野村和矢
- 制作協力：Zplus
- 制作：TBSテレビコンテンツ制作局バラエティ制作1部
- 製作著作：TBS

過去のスタッフ
- チーフプロデューサー：福田健太郎

### スタッフ（Season 2）
- 協力：田辺エージェンシー
- 総合プロデューサー：秋元康
- プロジェクトメンバー：矢野大亮、田口健介、竹中優介、福田健太郎、川鍋昌彦、橋本梓、山岡将成、松本友香、松村紗仁子、杉野千鶴、松山純子
- ナレーション：沢城みゆき
- 構成：竹村武司、カツオ、山中ヒロシ、鈴木遼
- 美術プロデューサー：羽田一成
- 美術制作：小坂青一郎
- 装置：正代俊明
- 操作：松本幸加
- ヘアメイク：D-GO、近藤見紀
- スタイリスト：米丸友子
- 編集：麒麟スタジオ
- 音効：星裕介
- イラスト：ショルダー肩美
- TK：五味真琴
- 配信：石橋茉美
- 技術協力：スウィッシュ・ジャパン
- 編成：野村和矢、三浦萌
- AD：木元昇平、相馬幸太、林望美、田宮琴美・森遥花、山岸瑠華、斎藤梨央
- AP：玉村真紀
- 担当プロデューサー：近藤岳志（Zplus）、吉田弓恵
- ディレクター：吉岡賢祐（厨子王）、大本佳佑（キャストカンパニー）、平塚怜（厨子王）
- 演出：山野辺聖勝（厨子王 / Zplus / Swan）
- プロデューサー：安永洋平、伊藤良美
- 制作協力：Zplus
- 制作：TBSテレビコンテンツ制作局バラエティ制作1部
- 製作著作：TBS

### スタッフ（Season 3）
- 協力：田辺エージェンシー
- 総合プロデューサー：秋元康
- プロジェクトメンバー：上ノ園亮、竹中優介、関川友理、山岡将成、松本友香、松村紗仁子、杉野千鶴
- ナレーション：服部潤
- 構成：竹村武司、関野樹、坂井龍太、鈴木遼
- TM：鈴木昭平
- 技術：TBSアクト
- 美術プロデューサー：羽田一成
- 美術ディレクター：小倉樹
- 装置：正代俊明
- 操作：佐藤翔太、岡田健助
- メイク：田中智子
- 編集：JUNE SEP.
- 音効：星裕介
- TK：伊藤佳加、五味真琴、鈴木裕恵【週替り】
- 配信：石橋茉美
- 編成：野村和矢、三浦萌
- AD：牛田創大、成田明莉、森遥花、泉智尋、隅田大和【毎週】、菅原惇史、鹿崎萌、吉井江那【週替り】
- AP：玉村真紀
- 制作プロデューサー：吉田弓恵
- ディレクター：永留佑城、白石大空、大林良汰【毎週】、渡辺晴香、杉浦裕樹、渡辺学【週替り】
- ディレクター/演出：橋本詳吾、大本佳佑、桒田洸治、丸谷水希【週替り】
- 演出：前島隆昭（ダイジョブズ）【毎週】、東功一朗【週替り】
- 総合演出：原田薫
- プロデューサー：安永洋平
- 制作：TBSテレビコンテンツ制作局バラエティ制作1部
- 製作著作：TBS

過去のスタッフ
- プロジェクトメンバー：矢野大亮、福田健太郎、川鍋昌彦、松山純子、田口健介
- 制作プロデューサー：名田雅哉、荒井美妃（名田・荒井→2023年8月5日-）
- プロデューサー：伊藤良美

## ネット局
- 前番組『CDTVサタデー』と同様に、全編ローカルセールス枠のため、TBSテレビ以外の通常時同時ネット局でも、臨時非ネットもしくは遅れネット（通常時遅れネット局を除く）に変更する場合がある。2022年秋までは『オールスター感謝祭』が放送された日は、派生番組放送[注 3]の為休止となっていた。

| 放送対象地域   | 放送局                    | 系列    | 放送時間                                                  | 放送開始日    | ネット状況 | 備考・脚注        |
| -------------- | ------------------------- | ------- | --------------------------------------------------------- | ------------- | ---------- | ----------------- |
| 関東広域圏     | TBSテレビ（TBS）          | TBS系列 | 日曜（土曜深夜）0:58 - 1:28 ↓ 日曜（土曜深夜）0:28 - 0:58 | 2021年4月18日 | 【制作局】 | 【制作局】        |
| 青森県         | 青森テレビ（ATV）         | TBS系列 | 日曜（土曜深夜）0:58 - 1:28 ↓ 日曜（土曜深夜）0:28 - 0:58 | 2021年4月18日 | 同時ネット |                   |
| 岩手県         | IBC岩手放送（IBC）        | TBS系列 | 日曜（土曜深夜）0:58 - 1:28 ↓ 日曜（土曜深夜）0:28 - 0:58 | 2021年4月18日 | 同時ネット |                   |
| 山形県         | テレビユー山形（TUY）     | TBS系列 | 日曜（土曜深夜）0:58 - 1:28 ↓ 日曜（土曜深夜）0:28 - 0:58 | 2021年4月18日 | 同時ネット |                   |
| 福島県         | テレビユー福島（TUF）     | TBS系列 | 日曜（土曜深夜）0:58 - 1:28 ↓ 日曜（土曜深夜）0:28 - 0:58 | 2021年4月18日 | 同時ネット |                   |
| 山梨県         | テレビ山梨（UTY）         | TBS系列 | 日曜（土曜深夜）0:58 - 1:28 ↓ 日曜（土曜深夜）0:28 - 0:58 | 2021年4月18日 | 同時ネット |                   |
| 長野県         | 信越放送（SBC）           | TBS系列 | 日曜（土曜深夜）0:58 - 1:28 ↓ 日曜（土曜深夜）0:28 - 0:58 | 2021年4月18日 | 同時ネット |                   |
| 新潟県         | 新潟放送（BSN）           | TBS系列 | 日曜（土曜深夜）0:58 - 1:28 ↓ 日曜（土曜深夜）0:28 - 0:58 | 2021年4月18日 | 同時ネット |                   |
| 静岡県         | 静岡放送（SBS）           | TBS系列 | 日曜（土曜深夜）0:58 - 1:28 ↓ 日曜（土曜深夜）0:28 - 0:58 | 2021年4月26日 | 同時ネット | [ 注 4 ]          |
| 富山県         | チューリップテレビ（TUT） | TBS系列 | 日曜（土曜深夜）0:58 - 1:28 ↓ 日曜（土曜深夜）0:28 - 0:58 | 2021年4月18日 | 同時ネット |                   |
| 石川県         | 北陸放送（MRO）           | TBS系列 | 日曜（土曜深夜）0:58 - 1:28 ↓ 日曜（土曜深夜）0:28 - 0:58 | 2021年4月18日 | 同時ネット |                   |
| 中京広域圏     | CBCテレビ（CBC）          | TBS系列 | 日曜（土曜深夜）0:58 - 1:28 ↓ 日曜（土曜深夜）0:28 - 0:58 | 2021年4月18日 | 同時ネット |                   |
| 鳥取県・島根県 | 山陰放送（BSS）           | TBS系列 | 日曜（土曜深夜）0:58 - 1:28 ↓ 日曜（土曜深夜）0:28 - 0:58 | 2021年4月18日 | 同時ネット |                   |
| 岡山県・香川県 | RSK山陽放送（RSK）        | TBS系列 | 日曜（土曜深夜）0:58 - 1:28 ↓ 日曜（土曜深夜）0:28 - 0:58 | 2021年4月18日 | 同時ネット |                   |
| 広島県         | 中国放送（RCC）           | TBS系列 | 日曜（土曜深夜）0:58 - 1:28 ↓ 日曜（土曜深夜）0:28 - 0:58 | 2021年4月18日 | 同時ネット |                   |
| 山口県         | テレビ山口（tys）         | TBS系列 | 日曜（土曜深夜）0:58 - 1:28 ↓ 日曜（土曜深夜）0:28 - 0:58 | 2021年4月18日 | 同時ネット |                   |
| 愛媛県         | あいテレビ（itv）         | TBS系列 | 日曜（土曜深夜）0:58 - 1:28 ↓ 日曜（土曜深夜）0:28 - 0:58 | 2021年4月18日 | 同時ネット |                   |
| 高知県         | テレビ高知（KUTV）        | TBS系列 | 日曜（土曜深夜）0:58 - 1:28 ↓ 日曜（土曜深夜）0:28 - 0:58 | 2021年4月18日 | 同時ネット |                   |
| 福岡県         | RKB毎日放送（RKB）        | TBS系列 | 日曜（土曜深夜）0:58 - 1:28 ↓ 日曜（土曜深夜）0:28 - 0:58 | 2021年4月18日 | 同時ネット |                   |
| 長崎県         | 長崎放送（NBC）           | TBS系列 | 日曜（土曜深夜）0:58 - 1:28 ↓ 日曜（土曜深夜）0:28 - 0:58 | 2021年4月18日 | 同時ネット |                   |
| 大分県         | 大分放送（OBS）           | TBS系列 | 日曜（土曜深夜）0:58 - 1:28 ↓ 日曜（土曜深夜）0:28 - 0:58 | 2021年4月18日 | 同時ネット |                   |
| 宮崎県         | 宮崎放送（mrt）           | TBS系列 | 日曜（土曜深夜）0:58 - 1:28 ↓ 日曜（土曜深夜）0:28 - 0:58 | 2021年4月18日 | 同時ネット |                   |
| 鹿児島県       | 南日本放送（MBC）         | TBS系列 | 日曜（土曜深夜）0:58 - 1:28 ↓ 日曜（土曜深夜）0:28 - 0:58 | 2021年4月18日 | 同時ネット |                   |
| 北海道         | 北海道放送（HBC）         | TBS系列 | 土曜（金曜深夜）2:25 - 2:55                               | 2021年4月18日 | 遅れネット | [ 注 5 ]          |
| 宮城県         | 東北放送（tbc）           | TBS系列 | 月曜（日曜深夜）1:25 - 1:55                               | 2021年4月18日 | 遅れネット | [ 注 6 ]          |
| 近畿広域圏     | 毎日放送（MBS）           | TBS系列 | 月曜未明（日曜深夜）                                      | 2021年4月19日 | 遅れネット |                   |
| 熊本県         | 熊本放送（RKK）           | TBS系列 | 日曜（土曜深夜）1:53 - 2:23                               | 2021年4月18日 | 遅れネット | [ 注 8 ]          |
| 沖縄県         | 琉球放送（RBC）           | TBS系列 | 金曜（木曜深夜）1:29 - 2:04                               | 2021年4月18日 | 遅れネット | [ 注 8 ] [ 注 9 ] |